# 2002年巴林大选
2002年10月24日巴林举行大选，选举代表理事会的40名成员。这是该国历史上第二次大选，也是自1973年巴林国民议会解散后的第一次选举。
这是根据巴林2002年宪法举行的第一次选举，选民投票率为53.2%。这是巴林历史上首次，女性拥有选举权和参加全国选举的权利。

## 抵制
大选遭到全国最大政党以及多个组织的抵制，他们认为2002年宪法赋予了非选举产生的协商委员会过多的权力，并要求进行宪法改革。

## 结果
| 政党               | 政党               | 票数    | %     | 席数 |
| ------------------ | ------------------ | ------- | ----- | ---- |
|                    | 独立候选人         |         |       | 40   |
| 总共               | 总共               |         |       | 40   |
|                    |                    |         |       |      |
| 已登记选民／投票率 | 已登记选民／投票率 | 243,449 | 53.48 |      |
| 资料来源：NDI      |                    |         |       |      |

尽管巴林禁止政党参加选举，所有候选人都必须以独立候选人身份参选，但仍有6个政治团体在议会中获得了20个席位。